# 정우식 (배우)
정우식(1984년 10월 21일 ~ )은 대한민국의 배우이다. 정윤회의 아들이다.

## 출연작

### 영화
- 《족구왕》 (2013년) - 강민 역
- 《굿바이 싱글》 (2016년) - 방송국 연예인 역

### 드라마
- 2013  SBS 《결혼의 여신》 - 홍해진 역
- 2013  웹드라마 《방과 후 복불복》 - 이영식 역
- 2014  tvN 《로맨스가 필요해 3》 - 한지승 역
- 2014  MBC 《개과천선》 - 우식 역
- 2014  MBC 《야경꾼 일지》 - 호조 역
- 2014  MBC 《오만과 편견》 - 고영민 역
- 2015  MBC 《빛나거나 미치거나》 - 경 역
- 2015  OCN 《실종느와르 M》 - 주요셉(강민철) 역 (특별출연)
- 2015  MBC 《딱 너 같은 딸》 - 소승근 역
- 2015  MBC 《화려한 유혹》 - 손종렬 역
- 2016  MBC 《옥중화》 - 송석우 역